# Đế quốc toàn cầu
Đế quốc toàn cầu hay đế quốc thế giới (tiếng Anh: Global empire, tiếng Đức: Weltreich, tiếng Hà Lan: Wereldrijk) là một đế quốc hùng mạnh với lãnh thổ rộng lớn và ảnh hưởng trên khắp thế giới. Trong lịch sử, chưa từng có một đế quốc nào thống trị toàn bộ thế giới nhưng khái niệm về đế quốc này đã được sử dụng cho một số quốc gia có chủ quyền thống trị nhiều vùng lãnh thổ lan rộng trên khắp thế giới, đế quốc Anh như một ví dụ. Đế quốc toàn cầu là cấp độ đế quốc mở rộng hơn so với đế quốc bán cầu (hemispheric empire) và lớn hơn so với đế quốc liên lục địa (continental empire).

## Ý tưởng và thuật ngữ
Danh hiệu của vua chúa Assyria trong thời kỳ cổ đại được truy nguồn là ý tưởng xưa nhất về khái niệm "quyền lực thế giới". Danh hiệu sar kiššati ("vua của thế giới"), danh hiệu šar kibrat arbaim, "vua của bốn vùng trên thế giới". Các danh hiệu trực tiếp đề cập đến quyền lực của một vị vua trên phạm vi thế giới. Tuy nhiên, người đương thời không biết Trái Đất có hình cầu, mãi đến thế kỷ 16 thì chuyến hải trình vòng quanh thế giới của Fernão de Magalhães mới chứng minh hoàn toàn không thể chối bỏ điều này. Do đó, các khái niệm quyền lực sử dụng "toàn cầu" về sau mới được thêm vào. Khái niệm "global empire" (đế quốc toàn cầu) được hình thành trong Thời đại Khám phá, và quốc gia được coi là quốc gia đầu tiên sáng tạo thuật ngữ "đế quốc toàn cầu" là Tây Ban Nha. Vào thời Louis XIV trong chiến lược hải quân của hải quân Pháp, khái niệm đế quốc toàn cầu "phải phù hợp với truyền thống cũ về chính sách hải quân tập trung vào việc đánh phá bờ biển và phá hủy hoạt động thương mại". Quyển sách The British Empire, Pomp, Power and Postcolonialism xuất bản năm 1944 đã đề cập mặc dù có sự mở rộng thuộc địa của Anh khắp các châu lục kể từ thế kỷ 16 nhưng khái niệm về một đế quốc "toàn cầu" của Anh vẫn chưa định hình. Tạp chí New Left Review viết về chính trị, kinh tế, văn hóa thế giới của Anh vào năm 1960 đã dùng "global empire" cho Mỹ với đề cập nước này đảm nhận trách nhiệm hình thành và quản lý chủ nghĩa tư bản toàn cầu. Tài liệu của Quest với Số phát hành 56-59 vào năm 1968 đã đề cập thuật ngữ "global empire" (đế quốc toàn cầu) cho các nước Mỹ, Liên Xô và Trung Quốc. Một quyển sách xuất bản năm 1979 tựa đề The United States and the global struggle for minerals có đề cập "new global empire" cho Đức Quốc Xã.

## Đặc điểm
Trong lịch sử thế giới đã từng tồn tại rất nhiều đế quốc nhưng chưa từng tồn tại một đế quốc nào thống trị toàn bộ thế giới, Đế quốc Anh được đánh giá là đế quốc toàn cầu và được ghi nhận là đế quốc rộng lớn nhất trong lịch sử cũng chỉ chiếm 1/4 bề mặt và dân số thế giới. Nguyên nhân cơ bản là không một quốc gia nào đủ ưu thế dân số và tiềm năng quân số có thể giúp nó chinh phạt và thống trị tất cả mọi miền đất trên Trái Đất. Ngay cả hiện tại, Trung Quốc với dân số đông đảo nhất thế giới, khoảng 1,4 tỉ người cũng chỉ chiếm 1/5 dân số thế giới. Chính giới hạn về nhân khẩu gần như xuyên suốt lịch sử đó, ngay cả những quốc gia thuộc hàng đông dân nhất cũng không thể chiếm được toàn bộ thế giới. Thế nên, khái niệm đế quốc toàn cầu là một khái niệm không nhấn mạnh chủ quyền toàn bộ thế giới, chỉ cần thống trị một phần thế giới nhưng nhất thiết sự thống trị đó phải có độ dàn trải trong không gian. Ngoài ra, khái niệm đế quốc toàn cầu nhấn mạnh khía cạnh của tầm ảnh hưởng, đế quốc được xem là đế quốc toàn cầu phải vượt trội trong việc ảnh hưởng chính trị thế giới so với tất cả các quốc gia còn lại, và sự ảnh hưởng đó phải rộng khắp.
Điển hình, xem xét hệ thống lãnh thổ của đế quốc Anh, tuy chỉ chiếm 1/4 bề mặt thế giới nhưng các lãnh thổ thuộc địa của Anh có ở tất cả các châu lục, từ châu Âu sang châu Á, châu Phi, châu Mỹ và châu Đại dương, tức đế quốc Anh đã dàn trải trong một độ rộng không gian bao phủ toàn cầu. Các điểm thuộc địa chiến lược (Gibraltar, Cape Town, Suez, Singapore, Hồng Kông,...) trở thành căn cứ hải quân, cơ sở hậu cần kết nối mạng lưới đế quốc, giúp Anh có khả năng bảo vệ các thuộc địa, triển khai nhanh các lực lượng quân sự, thông suốt các tuyến đường hàng hải thương mại, nền tảng cho sự hiện diện mạnh mẽ của Hải quân hoàng gia, đảm bảo cho sự thịnh vượng của đế quốc Anh. Bên cạnh đó, Anh còn thể hiện quyền lực toàn cầu qua việc thao túng toàn bộ nền mậu dịch của Nam Mỹ và nhà Thanh.
Một yếu tố nổi bật của đế quốc toàn cầu trong khía cạnh tầm ảnh hưởng là khả năng sử dụng vũ lực trên phạm vi rộng khắp thế giới. Một đế quốc được xây dựng thông thường không phải từ sự tự nguyện liên kết của nhiều nước, mà thông qua việc chinh phạt. Đế quốc toàn cầu được duy trì không thể thiếu tính bạo lực. Nó phải cần một lực lượng quân sự hùng mạnh, và lực lượng này phải mạnh tập trung về hải quân, không quân với khả năng hậu cần, vận tải, thông tin vượt trội. Điều này giúp đế quốc có khả năng triển khai tác chiến trên khắp các châu lục trong bất cứ tình huống nào có sự nổi lên thách thức của một lực lượng thù địch.

## Lịch sử
Đế quốc được xem là đế quốc toàn cầu đầu tiên trong lịch sử thế giới là đế quốc Bồ Đào Nha. Trong khoảng năm 1498 đến 1580, Bồ Đào Nha với hạm đội lớn đã thiết lập một mạng lưới hàng hải từ châu Âu vòng sang châu Phi vào Ấn Độ Dương vươn xa tới Trung Quốc. Đế quốc Bồ Đào Nha là một mạng lưới hàng hải dài hàng nghìn km kết nối các vùng đất chiếm đóng, đất được cho thuê hoặc đơn thuần là các thương điếm. Thông qua hệ thống đó, Bồ Đào Nha chi phối thương mại gia vị từ phương Đông đến châu Âu, thu rất nhiều lợi nhuận và trở nên thịnh vượng. Bồ Đào Nha do điểm yếu về dân số ít ỏi không cho họ lợi thế quân số nên họ thường dùng mưu mẹo để gây dựng cơ sở thương mại, thường họ chỉ sử dụng vũ lực để đánh nhau khi hoạt động thương mại bị đe dọa.
Tiếp theo sau Bồ Đào Nha là đế quốc Tây Ban Nha nhưng họ đã xây đế quốc toàn cầu đúng nghĩa hơn khi chiếm đóng hoàn toàn những vùng đất đai rộng lớn ở nhiều châu lục, năm 1522 quân Tây Ban Nha đổ bộ chinh phạt Mexico, năm 1565 họ mang quân tới Philippine. Điều này bởi vì Tây Ban Nha là thực dân phong kiến bóc lột dựa trên địa tô nông nghiệp, họ trọng việc chiếm đất đai chứ không đơn thuần là hoạt động buôn bán như người Bồ Đào Nha.
Thế lực mới hơn nổi lên trở thành đế quốc sau Tây Ban Nha là đế quốc Hà Lan, họ giống Bồ Đào Nha ở việc xây dựng đế quốc thương mại. Nhưng do sự khác biệt về chính trị và tôn giáo, chính thể Hà Lan là cộng hòa, chống lại các giá trị quân chủ chuyên chế và họ theo Tin lành chống lại Công giáo La Mã nên chiến tranh thường xuyên diễn ra giữa Hà Lan và Bồ Đào Nha, Tây Ban Nha. Suốt thế kỷ 17, Hà Lan là quốc gia thịnh vượng bậc nhất châu Âu với hạm đội hải quân và thương thuyền lớn nhất. Sự nổi lên của Hà Lan và các cuộc chiến tranh liên miên với nhiều nước châu Âu cuối cùng đã khiến cả Tây Ban Nha và Bồ Đào Nha suy thoái. Nhưng quyền lực của Hà Lan cũng đến lúc chấm dứt trước sự nổi lên của Pháp và Anh. Người Anh đánh bật Hà Lan ra khỏi Bắc Mỹ, chủ nghĩa tư bản Anh nổi lên cạnh tranh làm suy yếu Hà Lan. Dưới thời Louis XIV của Pháp, 200.000 quân Pháp tràn sang chiếm đóng Hà Lan, các cuộc chiến tranh đã tàn phá và Hà Lan đánh mất thời kỳ hoàng kim của mình.
Nước Pháp nổi lên vào thế kỷ 17 qua việc chinh phạt vùng đồng bằng trung tâm Bắc Mỹ nhưng thất bại trong Chiến tranh Bảy năm khiến Pháp bị Anh tước đoạt hàng loạt các thuộc địa. Đến khi Napoléon lên cầm quyền năm 1799, Pháp nỗ lực chinh phạt châu Âu, thực hiện cuộc cạnh tranh quy mô với Anh một lần nữa, đồng thời Napoléon hướng đến việc chinh phạt toàn bộ thế giới. Ông bại trận trong trận cuối cùng của mình tại Trận Waterloo vào ngày 18 tháng 6 năm 1815, chấm dứt mọi nỗ lực thống trị châu Âu và thế giới của Pháp. Nước Pháp trong thời đại công nghiệp cuối thế kỷ 19 cố xây dựng lại đế quốc cho riêng mình nhưng thời kỳ rực rỡ nhất mà nước Pháp từng có dưới thời Napoleon I đã mãi mãi không bao giờ có thể lấy lại được. Thay vào đó, nó là quyền lực ở mức thứ hai sau Anh, một đồng minh thân cận, giống như trường hợp đồng minh Anh thân cận bên cạnh Mỹ như hiện nay.
Sau Tây Ban Nha là sự nổi lên của Hà Lan và Pháp nhưng hai nước không phải là sức mạnh có tính toàn cầu. Nước Pháp dưới thời Napoléon cũng tập trung nhiều vào châu Âu hơn. Cho đến nay, chỉ có hai lực lượng châu Âu được mô tả là đế quốc toàn cầu là Tây Ban Nha và Anh.

### Những nỗ lực bá quyền toàn cầu bất thành
Bên cạnh các đế quốc toàn cầu đã từng tồn tại từ đầu thế kỷ 16, cho đến cuối thế kỷ 19 và nửa đầu thế kỷ 20, Đức thống nhất và Nhật Bản canh tân để hùng mạnh, hai nước nỗ lực thực hiện xây dựng đế quốc của mình. Hitler nhà chinh phạt mới của châu Âu sau Napoléon thẳng thắn bày tỏ ý định chinh phạt thế giới của mình. Nước Nhật cũng tiến hành phiêu lưu quân sự nhằm chiếm thế giới. Cuộc phiêu lưu quân sự cuối cùng dẫn đến thảm họa bại trận cho cả hai nước, Đức Quốc xã và đế quốc Nhật Bản sụp đổ năm 1945.
Trong tác phẩm Sự trỗi dậy và suy tàn của Đế chế thứ ba – Lịch sử Đức Quốc Xã của tác giả William Lawrence Shirer (1904 - 1993), ông nhấn mạnh ở phần Lời kết: thế giới sau năm 1945 đã bước sang thời đại của vũ khí hạt nhân, sự nổi lên của một nhà chinh phạt theo kiểu Hitler là điều không thể. Hitler là nhà chinh phạt cuối cùng trong lịch sử.

### Đế quốc toàn cầu hiện nay
Thời kỳ của chủ nghĩa đế quốc đã cáo chung, nhưng chủ nghĩa đế quốc kiểu mới đã mau chóng thay vào, đặc điểm của đế quốc toàn cầu mới là các nước đế quốc không còn chiếm đóng đất đai như những thế kỷ trước nhưng họ vẫn xâm nhập thị trường khắp toàn cầu, khai thác và vơ vét tài nguyên, nắm lấy kinh tế, thao túng nền chính trị các quốc gia nhỏ yếu ở các châu lục. Đế quốc toàn cầu hiện nay ẩn mình kín đáo thông qua các tập đoàn xuyên quốc gia. Họ sử dụng vũ lực khi cần thiết khi mà quyền lợi bị xâm phạm. Vì vậy khái niệm đế quốc toàn cầu có lẽ không còn chính xác mà thay vào là khái niệm "bá quyền toàn cầu" hay "bá quyền thế giới".
Zygmunt Bauman - Giáo sư danh dự Xã hội học tại Đại học Leeds kết luận rằng do kích thước của thế giới, đế chế mới không thể được vẽ trên bản đồ: “Đế quốc mới không phải là một thực thể có thể được vẽ trên bản đồ...Vẽ một bản đồ của đế quốc sẽ là một việc làm vô nghĩa vì đặc điểm "đế quốc" dễ thấy nhất của đế quốc mới bao gồm sự quan sát và xử lý toàn bộ hành tinh này như một vùng đất chiếm dụng tiềm năng...”
Hoa Kỳ ngày nay trở nên nổi bật trong hệ thống các nước phương Tây nhưng liên tục từ chối mình là đế quốc, nhưng truyền thông vẫn thừa nhận Hoa Kỳ là quốc gia siêu cường và là một nước bá quyền. Hoa Kỳ duy trì một hệ thống căn cứ quân sự trải rộng khắp toàn cầu, cung cấp cơ sở cho việc triển khai nhanh các lực lượng quân sự, bảo vệ hệ thống kinh tế và ngăn chặn các thách thức đe dọa an toàn và thịnh vượng của Hoa Kỳ.
Kenneth Pomeranz và nhà sử học Harvard Niall Ferguson chia sẻ quan điểm: “Với các căn cứ quân sự của Mỹ tại hơn 120 quốc gia, chúng ta hầu như không thấy sự kết thúc của đế chế này. Quần thể rộng lớn của hệ thống căn cứ quân sự Mỹ vượt xa tham vọng của Đế quốc Anh trong thế kỷ 19 mặc dù họ có rất nhiều thuộc địa, tầm nhìn đế quốc của Mỹ là toàn cầu hơn nhiều...”

### Sách
- Alan Frost (2003). The Global Reach of Empire: Britain's Maritime Expansion in the Indian and Pacific Oceans, 1764-1815. Miegunyah Press.
- Alfred Eckes (1979). The United States and the global struggle for minerals. University of Texas Press.
- Basil Williams (1944). The British Empire, Pomp, Power and Postcolonialism. Humanities-Ebooks. ISBN 1847602797
- Bruce Mazlish, Nayan Chanda, Kenneth Weisbrode (2007). The Paradox of a Global USA. Đại học Stanford.{{Chú thích sách}}:  Quản lý CS1: nhiều tên: danh sách tác giả (liên kết) ISBN 0804767637
- Caroline Elkins (2010). Imperial Reckoning: The Untold Story of Britain's Gulag in Kenya. Henry Holt and Company. ISBN 1429900296
- Dale Anthony Pivarunas (2018). Christian Economics: The Integration of Capitalism, Socialism, and Laborism. Wipf and Stock. ISBN 1532658958
- David C. Hendrickson, David C Hendrickson (2009). Union, Nation, Or Empire: The American Debate Over International Relations, 1789-1941. Đại học Kansas. ISBN 0700616322
- D. Nielsen (1942). Der dreieinige Gott, Tập 1-2. Рипол Классик. ISBN 5873014205 (bằng tiếng Đức)
- James Laxer (2006). Empire. Groundwood Books. ISBN 088899706X
- James Midgley (2016). Social Welfare for a Global Era: International Perspectives on Policy and Practice. SAGE Publications. ISBN 1506334393
- Gerry Kearns (2009). Geopolitics and Empire: The Legacy of Halford Mackinder. OUP Oxford. ISBN 0191568864
- Hans J.Morgenthau (1974), Chính trị và bang giao quốc tế, tập 2, Hiện đại Thư Xã. (bằng tiếng Việt)
- Lê Hữu Nghĩa, Lê Ngọc Tòng (2004). Toàn cầu hóa: những vấn đề lý luận và thực tiễn. Nhà xuất bản Chính trị quốc gia. (bằng tiếng Việt)
- Niall Ferguson (2003). Empire. Basic Books. ISBN 0465023282
- Niall Ferguson (2005). Colossus: The Price of America's Empire. Penguin Publishing Group. ISBN 0143034790
- Paul Sonnino (1991). The Reign of Louis XIV. Humanities Press International. ISBN 0391037056
- William Matthew McCarter (2012). Homo Redneckus: On Being Not Qwhite in America. Algora Publishing. ISBN 0875869238

### Tạp chí và tài liệu khác
- American Bibliographical Center (2000). "Historical Abstracts: Modern history abstracts, 1775-1914. Part A, Tập 51, Số phát hành 1-2". American Bibliographical Center. {{Chú thích tạp chí}}: Chú thích magazine cần |magazine= (trợ giúp)
- Conference Board (2005). "Across the Board". Conference Board. {{Chú thích tạp chí}}: Chú thích magazine cần |magazine= (trợ giúp)
- H.V. Bowen (2008). "British conceptions of global empire, 1756–83". Đại học Leicester. {{Chú thích tạp chí}}: Chú thích magazine cần |magazine= (trợ giúp)
- Indian Committee for Cultural Freedom (1968). "Quest, Số phát hành 56-59". S. Singh, etc. for the Indian Committee for Cultural Freedom. {{Chú thích tạp chí}}: Chú thích magazine cần |magazine= (trợ giúp)
- International Security Council (1992). "Global Affairs, Tập 7, Các số phát hành 3 – 4". International Security Council. {{Chú thích tạp chí}}: Chú thích magazine cần |magazine= (trợ giúp)
- "New Left Review". New Left Review Limited. 1960. {{Chú thích tạp chí}}: Chú thích magazine cần |magazine= (trợ giúp)
- The Commonwealth (1952). "The Commonwealth: A Forum for Creation of Public Opinion, Tập 18-20". Commonwealth Publishing Company, Incorporated. {{Chú thích tạp chí}}: Chú thích magazine cần |magazine= (trợ giúp)